# Савченко Марія Харитонівна
Марія Харитонівна Савченко (нар. 27 квітня 1913, Токарі — пом. 12 травня 2005, Лебедин) — новатор колгоспного виробництва, завідувачка молочнотоварної ферми колгоспу імені Леніна Лебединського району Сумської області. Двічі Герой Соціалістичної Праці (1948, 1958). Заслужений працівник сільського господарства УРСР (1973). Депутат Верховної Ради УРСР 2—10-го скликань. Член ЦК КПУ в 1954—1981 роках.

## Біографія
Народилася 14 [27] квітня 1913 року в селі Токарях (зараз Лебединський район Сумської області, Україна) в селянській родині. Закінчила курси лікнепу.
У 1929—1936 роках працювала на польових роботах в колгоспі «Червона зоря» (пізніше — колгосп ім. В. І. Леніна Лебединського району), у 1936—1941 роках — телятницею, у 1944—1961 роках — дояркою.
Під час Другої світової війни брала участь в евакуації великого стада корів племінної Лебединської породи до Вольського району Саратовської області.
1947 року Марія Савченко отримала від кожної з 8 закріплених за нею корів по 5810 кг молока, і їй було присвоєно звання Героя Соціалістичної Праці. Наприкінці 50-х років вона довела надої молока до 8905 кг від однієї корови і була вдруге удостоєна звання Героя Соціалістичної Праці (26.02.1958).
З 1962 року — завідувачка молочнотоварної ферми колгоспу імені Леніна Лебединського району Сумської області. Виступала ініціатором соціалістичного змагання серед тваринників області за 5-тисячні надої молока.
Освіта середня спеціальна. 1966 року закінчила Маловисторопський сільськогосподарський технікум Лебединського району Сумської області.
Померла 12 травня 2005 року.
Член ВКП(б) з 1945 року. Делегат 20-22-го з'їздів КПРС. Делегат 16, 18-23-го з'їздів КП України. Член ЦК КП України (з 1954 року). Депутат Верховної Ради Української РСР 2—10-го скликань.

## Нагороди та відзнаки
- Двічі Герой Соціалістичної Праці (2.09.1948 та 26.02.1958) — за успіхи у тваринництві.
- три ордени Леніна (2.09.1948, 4.07.1949, 19.06.1951)
- орден Жовтневої Революції (8.04.1971)
- орден Трудового Червоного Прапора (22.03.1966)
- орден Дружби народів (26.04.1983)
- медаль «За трудову доблесть» (25.12.1959)
- медалі
- три золоті медалі Виставки досягнень народного господарства СРСР
- Почесна грамота Президії Верховної Ради Української РСР (1963)
- Заслужений працівник сільського господарства Української РСР (11.04.1973)

## Пам'ять
- У 1951 році художниця Ольга Крилова написала портрет Героїні[3];
- У 1961 році портрет Героїні[4], та у 1974 році картину «Доярка Марія Савченко з ученицею» написав художник Борис Колесник[5];
- На батьківщині Марії Савченко, біля санаторію «Токарі», встановлено бронзове погруддя[6];
- Поряд з фермою, де вона працювала, було відкрито музей Марії Савченко[7];
- 27 квітня 2013 року, згідно з Постановою Верховної Ради України, на державному рівні відзначено 100-річчя від дня народження Марії Харитонівни Савченко;
- Сесією Сумської обласної ради від 29 жовтня 2021 року прийняте рішення про присвоєння (посмертно) Марії Харитонівні Савченко звання «Почесний громадянин Сумської області».